# Ari Folman
Ari Folman (en hébreu : ארי פולמן), né le 17 décembre 1962 à Haïfa, est un scénariste et réalisateur israélien de cinéma.

## Biographie
Ari Folman commence sa carrière en réalisant plusieurs documentaires pour la télévision israélienne, dont beaucoup dans les territoires occupés de Gaza. Il collabore également sur une série télé pour enfants. En 1995, le cinéaste réalise son premier long-métrage : Clara Hakedosha. Il s'agit de l'histoire d'une jeune émigrée russe qui possède le don de prédire l'avenir. Cependant, elle perd ses pouvoirs si elle tombe amoureuse.
Six ans plus tard, le cinéaste repasse derrière la caméra pour un nouveau drame : Made in Israel (he).
Entre 2003 et 2008, il rédige les scripts de quatre séries télévisées israéliennes, et en réalise également quelques épisodes.
En 2008, Ari Folman dirige son troisième film, cette fois-ci d'animation, Valse avec Bachir, dont il est également le scénariste et un des premiers rôles. Ce film documentaire raconte la vie d'un homme enrôlé dans l'armée israélienne à l'âge de 19 ans, qui est témoin de l'atrocité du massacre de Sabra et Chatila en 1982. Acclamé par une critique unanime au Festival de Cannes 2008, le film ne repart cependant avec aucun prix. L'année suivante, il reçoit plusieurs distinctions majeures, dont le César du meilleur film étranger et le Golden Globe du meilleur film en langue étrangère). Cette même année, Folman est membre du jury des longs-métrages du 43e Festival international du film de Karlovy Vary, présidé par Ivan Passer.
En 2012, il est membre du jury des longs métrages de la 69e Mostra de Venise, un jury présidé par Michael Mann.
En 2013, son nouveau film (le premier en anglais), Le Congrès, qui mêle séquences animations et prises de vues réelles, ouvre la Quinzaine des Réalisateurs du Festival de Cannes. Le succès est plus intimiste pour cette œuvre tirée du roman Le Congrès de futurologie qui traite de l'avenir, de la réalité, des désirs à accomplir et, dans le cas de cette adaptation, des acteurs voulant relancer leur carrière (dont le personnage principal est Robin Wright dans son propre rôle).
Son nouveau projet est l'adaptation du Journal d'Anne Frank, qui mêle animation et stop motion.
En 2018, il a également un nouveau projet, qui s'intitule The Horse Boy, tiré du roman L'Enfant cheval de Rupert Isaacson. Le film sera tourné pour la première fois uniquement en prises de vue réelles. Joel Kinnaman et Léa Seydoux y incarneront les rôles principaux.

## Filmographie

### Comme réalisateur
- 1996 : Clara Hakedosha (קלרה הקדושה), d'après un roman de Pavel Kohout
- 2001 : Made in Israel (he)
- 2008 : Valse avec Bachir (ואלס עם באשיר, Vals Im Bashir), film documentaire d'animation
- 2013 : Le Congrès (The Congress), film de science-fiction d'après le roman éponyme de Stanislas Lem
- 2021 : Où est Anne Frank ! (Where Is Anne Frank)
- prévu en 2021 : The Horse Boy d'après le roman de Rupert Isaacson

### Comme scénariste

#### Cinéma
- 1996 : Clara Hakedosha (קלרה הקדושה)
- 2001 : Made in Israel
- 2008 : Valse avec Bachir (ואלס עם באשיר, Vals Im Bashir)
- 2013 : Le Congrès (The Congress)

#### Télévision
- 2001-2004 : Shabatot VeHagim  (série télévisée)
- 2005 : BeTipul (série télévisée)

## Distinctions
- 1996 : Ophir du cinéma du meilleur film pour Clara Hakedosha
- 2008 : Six Ophir du cinéma pour Valse avec Bachir
- 2009 :  César du meilleur film étranger pour Valse avec Bachir
- 2009 : Golden Globe du meilleur film étranger  pour Valse avec Bachir